# Broholmskatten
Broholmskatten eller Broholm skattefund er et stort depotfund af guld fra germansk jernalder, der blev fundet på en mark ved herregården Broholm på Fyn i 1833.
Fundet bestod af adskillige arm- og fingerringe, tre store halsringe, ni brakteater, sværddele, guldbarrer og to romerske solidi: i alt 71 guldgenstande, der vejede sammenlagt over 4,5 kg. Det er det største guldfund fra Danmark fra jernalderen efter guldhornene. Fundet er dateret til begyndelsen af 500-tallet på baggrund af de to romerske mønter, der blev slået under Valentinian 3. (425-455) og Zeno (474-491).
Der er muligvis tale om to fund af genstande, som har tilhørt en mand (bl.a. sværddele og armringe) og en kvinde (brakteater og fingerringe). Skatten skal ses i sammenhæng med det store rigdomscenter, der befandt sig i Gudme i jernalderen. Her er der fundet en lang række genstande i ædelmetal.
Skatten blev fundet under pløjning af marken Enemærket ved Lundeborg. Broholms arving Niels Frederik Bernhard Sehested oplevede fundet. Det vakte hans interesse for arkæologi. Han indsamlede siden over 70.000 flintredskaber, som er udstillet på Broholm og varetages af Svendborg Museum.
Broholmskatten er udstillet på Nationalmuseet i København.